# Stylasterias forreri
Stylasterias forreri är en sjöstjärneart som först beskrevs av deLoriol 1887.  Stylasterias forreri ingår i släktet Stylasterias och familjen trollsjöstjärnor. Inga underarter finns listade i Catalogue of Life.